# Herb Washington
Herbert Lee Washington (ur. 16 listopada 1951 w Belzoni, w stanie Mississippi) – amerykański sprinter, halowy mistrz kraju (1974) i uniwersytecki halowy mistrz kraju (1970) w biegu na 60 jardów. Zasłynął z roli pinch runnera w drużynie baseballowej Oakland Athletics, z którą zdobył mistrzostwo MLB w 1974 roku.

## Kariera lekkoatletyczna
Washington był studentem Michigan State University, w którego barwach został mistrzem Stanów Zjednoczonych na 60 jardów oraz trzykrotnie halowym mistrzem konferencji Big Ten w biegu na 60 jardów i czterokrotnie mistrzem na otwartym stadionie (100 jardów, sztafeta 4x110 jardów). Do dziś (2012) jest halowym rekordzistą uczelni w biegu na 55 metrów (6,04 s) oraz rekordzistą w biegu na 100 jardów (otwarty stadion) z czasem 9,2 s. W latach 1969, 1970 i 1972 uznawany za najlepszego uniwersyteckiego sprintera kraju na dystansie 60 jardów.

## Kariera baseballowa
Mimo znikomego doświadczenia baseballowego, został przed rozpoczęciem sezonu 1974 zakontraktowany przez właściciela Oakland Athletics do roli rezerwowego biegacza.
W lidze MLB zadebiutował 4 kwietnia 1974 roku w meczu wyjazdowym przeciwko Texas Rangers wygranym przez jego ekipę 7-2. Wszedł na boisko w siódmej zmianie, zastępując na pierwszej bazie Joe Rudiego. Do końca sezonu wystąpił jeszcze w 91 meczach, zdobywając 29 punktów i kradnąc tyle samo baz (na 45 prób). Athletics wygrali swoją sekcję i zakwalifikowali się do play-offów, w których najpierw wyeliminowali Baltimore Orioles (3-1), a wielkim finale MLB pokonali Los Angeles Dodgers 4-1. Washington zagrał w sumie w 5 z 9 meczów, w tym 3 w finale, a za zwycięski sezon zarobił ogółem 100 000 dolarów.
W kolejnym sezonie zagrał tylko 13 meczów (zdobył 4 punkty i ukradł 2 bazy) i 5 maja 1975 roku rozwiązano z nim kontrakt.
Washington jest jedynym graczem w historii ligi, który zagrał w ponad 100 meczach i nigdy nie podszedł do odbicia. Nigdy także nie zagrał w obronie ani nie wykonał narzutu. Jego zadanie ograniczało się wyłącznie do zastępowania wolniejszych graczy na bazach. Pod koniec sezonu 1974, gdy Oakland mieli już zapewniony awans, menadżer drużyny Alvin Dark nakłaniał go do próby odbicia, ale Washington odmówił, twierdząc, że gra kijem uczyniłaby go jednym z wielu zawodników w lidze i utraciłby swoją wyjątkową pozycję.